# Inre marknaden
Den inre marknaden, tidigare den gemensamma marknaden, är en gränsöverskridande marknad inom Europeiska unionen med fri rörlighet för varor, tjänster, personer och kapital – de fyra friheterna. Genom mellanstatliga avtal ingår i viss mån även Island, Liechtenstein, Norge och Schweiz i den inre marknaden. Utöver de fyra friheterna omfattar den inre marknaden även gemensamma konkurrensregler, inklusive bestämmelser om statsstöd, och långtgående harmonisering av nationell lagstiftning för att underlätta fri rörlighet. Särskilda bestämmelser gäller för jordbruks- och fiskeriprodukter som omfattas av den gemensamma jordbrukspolitiken och den gemensamma fiskeripolitiken, transporter som omfattas av den gemensamma transportpolitiken och energi som omfattas av unionens energipolitik. Tätt kopplat till den inre marknaden är även unionens miljö- och konsumentskyddspolitik som syftar till att säkerställa en hög nivå på miljö- och konsumentskydd.
Syftet med den inre marknaden är att varor, tjänster, arbetskraft och kapital ska kunna flöda fritt över gränserna, utan nationella begränsningar såsom tullavgifter och olika typgodkännanden. Tanken är att både konsumenter och företag gynnas när det blir lättare att utveckla, marknadsföra, sälja och köpa varor och tjänster inom hela den inre marknaden. Detta kan leda till ökad konkurrens, bättre produkter och lägre priser. Tillverkare behöver bara uppfylla ett enda typgodkännande för att kunna sälja sin produkt eller tjänst i de 27 medlemsstaterna och tre EES-länderna, något som tidigare kunnat kräva upp till 30 olika nationella typgodkännanden.

## Historia
Den inre marknadens historia sträcker sig tillbaka till 1950-talets början, då Europeiska kol- och stålgemenskapen (EKSG) bildades. Genom EKSG upprättades en gemensam marknad för kol, järnmalm och järnskrot den 10 februari 1953 och för stål den 1 maj 1953. Ett par år senare bildades Europeiska ekonomiska gemenskapen (EEG), som syftade till att även skapa en gemensam marknad för andra varor. Den 1 juli 1968 bildades en tullunion inom Europeiska gemenskaperna, vilket innebar avskaffandet av tullavgifter vid handel mellan gemenskapernas medlemsstater och införandet av gemensamma tullavgifter mot tredjeländer genom den gemensamma tulltaxan. Efter genomförandet av tullunionen avstannade dock integrationsprocessen och i vissa fall till och med ökade hindren för att handla över gränserna.
Efter en period av ekonomisk stagnation togs nya steg för att underlätta handel under 1980-talet. En rad åtgärder för att förverkliga den inre marknaden med fri rörlighet för varor, tjänster, personer och kapital lades fram under kommissionsordförande Jacques Delors ledarskap. Europeiska enhetsakten, som trädde i kraft den 1 juli 1987, lade grunden för detta, och den inre marknaden blev verklighet den 1 januari 1993. Ett år senare, den 1 januari 1994, anslöts även Efta-länderna Finland, Sverige, Österrike samt Island och Norge till den inre marknaden genom EES-avtalet. De tre förstnämnda anslöt sig till Europeiska unionen ett år senare, den 1 januari 1995. Den 1 november 1993 trädde Maastrichtfördraget i kraft, vilket ytterligare fördjupade samarbetet kring den inre marknaden och banade vägen för bland annat införandet av euron.

## Beståndsdelar

### De fyra friheterna
Den inre marknaden inkluderar de fyra friheterna, det vill säga fri rörlighet för varor, tjänster, personer och kapital. Den inre marknaden är ett av unionens främsta mål. Dess föregångare, Europeiska ekonomiska gemenskapen (EEG), bildades genom Romfördraget för att skapa en tullunion och en gemensam marknad för varor. Fördraget föreskrev att den gemensamma marknaden även skulle innefatta fri rörlighet för personer, tjänster och kapital, men innehöll ingen tidsram för att uppnå detta.
Idag råder fri rörlighet för de flesta varor mellan medlemsstaterna. Undantag gäller för en del varor som till exempel kan vara skadliga för folkhälsan eller som är förbjudna. Genom det så kallade Bolkesteindirektivet liberaliserades även tjänstemarknaden.
Den fria rörligheten för personer är en del av de fyra friheterna och grundar sig främst på rörlighetsdirektivet, som innebär att nästan alla unionsmedborgare har rätt att resa in och ta arbete i en annan medlemsstat, förutsatt att personen har giltigt pass eller legitimation. Tanken är att balansera arbetsmarknaden: länder med arbetskraftsbrist ska enklare kunna hitta personal genom att söka inom hela EU och, till exempel, hitta personal i de länder där arbetslöshet råder. Personer med specialistkompetens inom en smal nisch gynnas också när arbetsmarknaden utvidgas till hela EU. Genom Schengensamarbetet har dessutom passkontrollerna mellan de flesta medlemsstaterna avskaffats och en passunion upprättats. Den inre marknaden kompletterades genom Lissabonfördraget med området med frihet, säkerhet och rättvisa. Detta område är det samma som den inre marknaden, men istället för att fokusera på ekonomiska aspekter fokuserar området med frihet, säkerhet och rättvisa på polisiärt och straffrättsligt samarbete.

### Konkurrensregler
Den inre marknaden innefattar även gemensamma konkurrensregler, för att motverka kartellbildning, missbruk av företag som har en dominerande marknadsställning samt oskäligt statsstöd från medlemsstaterna. Konkurrensregler som berör gränsöverskridande handel utgör ett exklusivt befogenhetsområde för unionen, där medlemsstaterna inte kan anta egen lagstiftning utan bemyndigande av unionen.

### Harmonisering av lagstiftning
Den inre marknaden omfattar en långtgående harmonisering av medlemsstaternas lagstiftning för att underlätta den fria rörligheten för varor, tjänster och kapital, inbegripet gemensamma bestämmelser om immateriella rättigheter. Särskilda regler gäller för harmonisering av skatter och avgifter som är nödvändiga för den inre marknadens funktion.
Harmoniseringen innebär att nationella skillnader som kan leda till hinder för den fria rörligheten tas bort. Exempelvis har gemensamma produktbestämmelser införts för alltifrån leksakers säkerhet till byggmateriel och fordon. En europeisk tillverkare eller importör av cykelhjälmar för vuxna behöver till exempel endast uppfylla den gemensamma produktlagstiftningen enligt förordning (EU) 2016/425 för personlig skyddsutrustning, och kan efter det fritt sälja hjälmen i 31 länder. Tanken är att detta ska ge konsumenterna tillgång till större utbud av cykelhjälmar, vilket ökar konkurrensen på marknaden, vilket i sin tur leder till sänkta priser, ökad kvalitet och snabbare produktutveckling. Detta gynnar särskilt mindre medlemsländer, så som Sverige, som haft för små nationella marknader för att det alltid skulle löna sig för ett företag att investera i ett nationellt typgodkännande.
CE-märkning är en märkning som visar att en produkt överensstämmer med tillämpliga krav enligt unionens lagstiftning.
Alla utkast till tekniska föreskrifter som antas av nationella myndigheter måste anmälas till Europeiska kommissionen. Kommissionen informerar då övriga medlemsstater genom informationssystemet för tekniska föreskrifter (TRIS). Föreskrifterna granskas av kommissionen och övriga medlemsstater innan de träder i kraft med syfte att säkerställa att de inte påverkar den inre marknadens funktion.